# Bellona (1919)
Bellona – duński okręt podwodny z okresu międzywojennego, jedna z trzech zbudowanych jednostek typu Rota. Okręt został zwodowany 14 marca 1919 roku w stoczni Orlogsværftet w Kopenhadze, a w skład Kongelige Danske Marine wcielono go w lipcu 1921 roku. Jednostka została samozatopiona w Kopenhadze 29 sierpnia 1943 roku, by uniknąć przejęcia przez Niemców, a w 1952 roku została złomowana.

## Projekt i budowa
Projekt jednostek typu Rota (zwany także typem C) został opracowany w duńskiej admiralicji, opierając się na konstrukcji amerykańskich okrętów Johna Hollanda, ale z szeregiem oryginalnych rozwiązań technicznych . Konstrukcja kadłuba z zewnętrznymi siodłowymi zbiornikami balastowymi podobna była do użytej w holenderskim okręcie podwodnym Hr.Ms. K I. Na prototypowej jednostce „Rota” na pokładzie przed kioskiem umieszczono obracalną wyrzutnię torpedową, jednak rozwiązanie to nie sprawdziło się i została zdemontowana, a pozostałe dwa okręty jej nie otrzymały. „Bellona” została natomiast wyposażona w zaawansowany technicznie sprzęt radiowy.
„Bellona” zbudowany został w stoczni Orlogsværftet w Kopenhadze . Stępkę okrętu położono w czerwcu 1917 roku, a zwodowany został 14 marca 1919 roku.

## Dane taktyczno-techniczne
„Bellona” był niewielkim, przybrzeżnym okrętem podwodnym o konstrukcji jednokadłubowej. Długość całkowita wynosiła 47,5 metra, szerokość 4,4 metra i zanurzenie 2,7 metra. Wyporność normalna w położeniu nawodnym wynosiła 301 ton, a w zanurzeniu 369 ton. Okręt napędzany był na powierzchni przez dwa silniki wysokoprężne Burmeister & Wain o łącznej mocy 900 KM. Napęd podwodny zapewniały dwa silniki elektryczne Titan Electro o łącznej mocy 640 KM. Dwa wały napędowe obracające dwiema śrubami umożliwiały osiągnięcie prędkości 14,5 węzła na powierzchni i 10,5 węzła w zanurzeniu. Zapas paliwa płynnego wynosił 12 ton .
Okręt wyposażony był w cztery stałe wyrzutnie torpedowe kalibru 450 mm, bez torped zapasowych (trzy dziobowe i jedna na rufie) . Broń artyleryjską stanowiło działo przeciwlotnicze kalibru 57 mm M1885 L/40 .
Załoga okrętu składała się z 17 (później 24) oficerów, podoficerów i marynarzy.

## Służba
„Bellona” został wcielony do służby w Kongelige Danske Marine w lipcu 1921 roku . Jednostka otrzymała numer taktyczny C2 . „Bellona”, podobnie jak siostrzane okręty, pełnił aktywną służbę we Flotylli okrętów podwodnych do 1936 roku, kiedy to trafił do rezerwy. 29 sierpnia 1943 roku okręt został samozatopiony w Kopenhadze, by uniknąć przejęcia przez realizujących operację „Safari” Niemców. Po zakończeniu wojny wrak podniesiono i złomowano w 1952 roku.